# Wehlau (Südliches Anhalt)
Wehlau ist ein Ortsteil in der Ortschaft Zehbitz der Stadt Südliches Anhalt im Landkreis Anhalt-Bitterfeld in Sachsen-Anhalt. Am 1. Juli 1950 erfolgte die Eingemeindung des Ortes Wehlau nach Zehbitz.

## Geografie und Verkehrsanbindung
Der Ort liegt nordöstlich von Zehbitz im östlichen Bereich des Stadtgebiets von Südliches Anhalt. Unweit westlich verläuft die Landesstraße 142 und unweit östlich die Landesstraße 141. Etwas weiter entfernt westlich verläuft die B 183 und etwas weiter entfernt östlich die A 9. Unweit südöstlich fließt die Fuhne und erstreckt sich das 76,6 ha große Naturschutzgebiet Vogtei.